# 基尔莱
基尔莱（Killlai），是印度泰米尔纳德邦Cuddalore县的一个城镇。总人口10186（2001年）。

## 人口
该地2001年总人口10186人，其中男性5031人，女性5155人；0—6岁人口1404人，其中男720人，女684人；识字率57.31%，其中男性为66.31%，女性为48.54%。